# Welkom in de Wilton
Welkom in de Wilton is een humoristische sitcom voor 8+ op Ketnet van de VRT.
De Vlaamse kinderserie gaat over het leven van de uitbaters en gasten van een ongewoon hotel: hotel 'De Wilton'.
Danny Timmermans (Tom uit W817) speelt de rol van vader Willy Senior. Hij is de eigenaar van het hotel. Samen met zijn zoon Junior, Leonard Muylle (Rinus uit De Elfenheuvel) runt hij het hotel. In het hotel werkt een kamermeisje Julie (gespeeld door Sarah Van Overwaelle die Paulien speelde in De Kotmadam) die er alles aan doet om het de gasten van het hotel naar hun zin te maken. Verder zijn er nog de niet altijd even makkelijke logés: Zoals de diva Chloé (Daphne Wellens, Leen uit Spring) die denkt dat de wereld rond haar draait. Vince, gespeeld door Dries De Win (Frats uit Kaatje van Ketnet), is een paracommando-hond die in het hotel wacht op een telefoon voor een geheime missie die maar nooit lijkt te komen. En Tjip (Abdelhadi Baaddi met de stem van Matteo Simoni) is een robot met een burn-out die bij de kleinste stressaanvallen een kortsluiting krijgt.
De reeks werd opgenomen door VRT en telt 52 afleveringen.
De reeks is geregisseerd door Luc Van Ginneken en geschreven onder Bram Renders (W817, etc.) door Mathias Claeys, Kevin Ingelbrecht, Dirk Nielandt, Nine Cornelissen, Marieke Van Hooff, Koen Tambuyzer en het schrijverscollectief Maliboe.